# Premio Derivada
Derivada es un programa de creación, divulgación e investigación artística de la Fundación Banco Santander. Fue creado en 2018 y consiste en la selección anual de una artista y una obra suya para producirla y presentarla. Está destinado únicamente a creadoras españolas de media carrera con obra vinculada de alguna manera a la ciencia y la pieza a presentar debe ser necesariamente obra gráfica. Es, por tanto, una iniciativa para favorecer la visibilidad de la mujer artista en la sociedad. Se enuncian como objetivos del programa: "reivindicar el papel de la mujer dentro de la esfera artística, promocionar el arte gráfico contemporáneo y estimular el interés de nuevos públicos por el arte español más actual". 

El conjunto de obras premiadas fue expuesto en la Feria de Arte Contemporáneo Estampa 2021 que se llevó a cabo en Madrid en octubre de ese año.

## Artistas seleccionadas
| Año  | Artista          | Obra                                | Descripción de la obra |
| ---- | ---------------- | ----------------------------------- | --- |
| 2018 | Regina de Miguel | 190,56                              | Impresión de tintas pigmentadas sobre papel Hahnemühle Photo Rag 308, fotograbado sobre papel chino y estampación sobre latón. 33 x 44 cm. La artista ha tomado como referencias para su obra, por un lado, la intrincada red de satélites que orbitan tomando constantemente imágenes y datos de la Tierra y, por otra parte, los estudios sobre microorganismos capaces de sobrevivir en condiciones muy adversas, llevados a cabo por científicos a quienes visitó en la Antártida. A partir de ello, busca que se reflexione sobre las amenazas que la problemática ambiental provoca sobre nuestro planeta. La obra se complementa con un texto explicativo de la artista Anaïs Senli.                                                                |
| 2019 | Linarejos Moreno | How to catch cosmic rays at home II | Fotograbado a partir de plancha de polímero, chine-collé y termoimpresión con lámina de oro/cobre, sobre papel Somerset Antique 280 g. 44 x 33 cm. La artista partió de un experimento científico de visualización de los rayos cósmicos que nos llegan hasta la superficie terrestre, pero utilizó para ello objetos del ámbito doméstico, tradicionalmente vinculado al género femenino, recordando a todas aquellas mujeres que a lo largo de la historia han realizado importantes avances científicos casi a escondidas, sin obtener reconocimiento. La obra se complementa con un texto explicativo de la historiadora del arte Estrella de Diego.                                                                                                   |
| 2020 | Gabriela Bettini | Topografía del borrado (Wapití)     | Grabado con planchas de polímero (huecograbado y grabado en relieve) y chine-collé digital (papel coreano Sunji 28 g) sobre papel Velín BFK Rives Tan 280 g. 33 x 44 cm. En esta obra se ha representado el diorama del wapití (ciervo) del Museo de Historia Natural de Nueva York, pero a medio hacer, sin la presencia de sus protagonistas: los animales. Así, la artista plantea reflexiones a partir de estos tradicionales dioramas que representan la conjunción de ciencia y arte, pero que nacieron desde la visión occidental de supremacía sobre la naturaleza que ha significado la destrucción de hábitats naturales y la extinción de especies. La obra se complementa con un texto explicativo de la historiadora del arte Katrin Steffen. |
| 2021 | Regina Giménez   | Recortables n.° 1. Cosmografía      | Grabado sobre planchas de polímero estampado en papel Magnani Annigoni 250 g y troquelado. 44 x 33 cm. La pieza representa una intersección entre juego, pedagogía y astronomía al plasmar figuras esquemáticas, simbólicas, que se asocian con los cuerpos celestes. Se distinguen planetas, órbitas, eclipses y cometas como formas geométricas planas que recuerdan las antiguas fichas y libros escolares ilustrados; se incluyen además formas troqueladas que invitan a jugar, probar, modificar la obra a criterio de su poseedor. La obra se complementa con un texto explicativo del comisario de arte David Armengol. |